# 列车供电

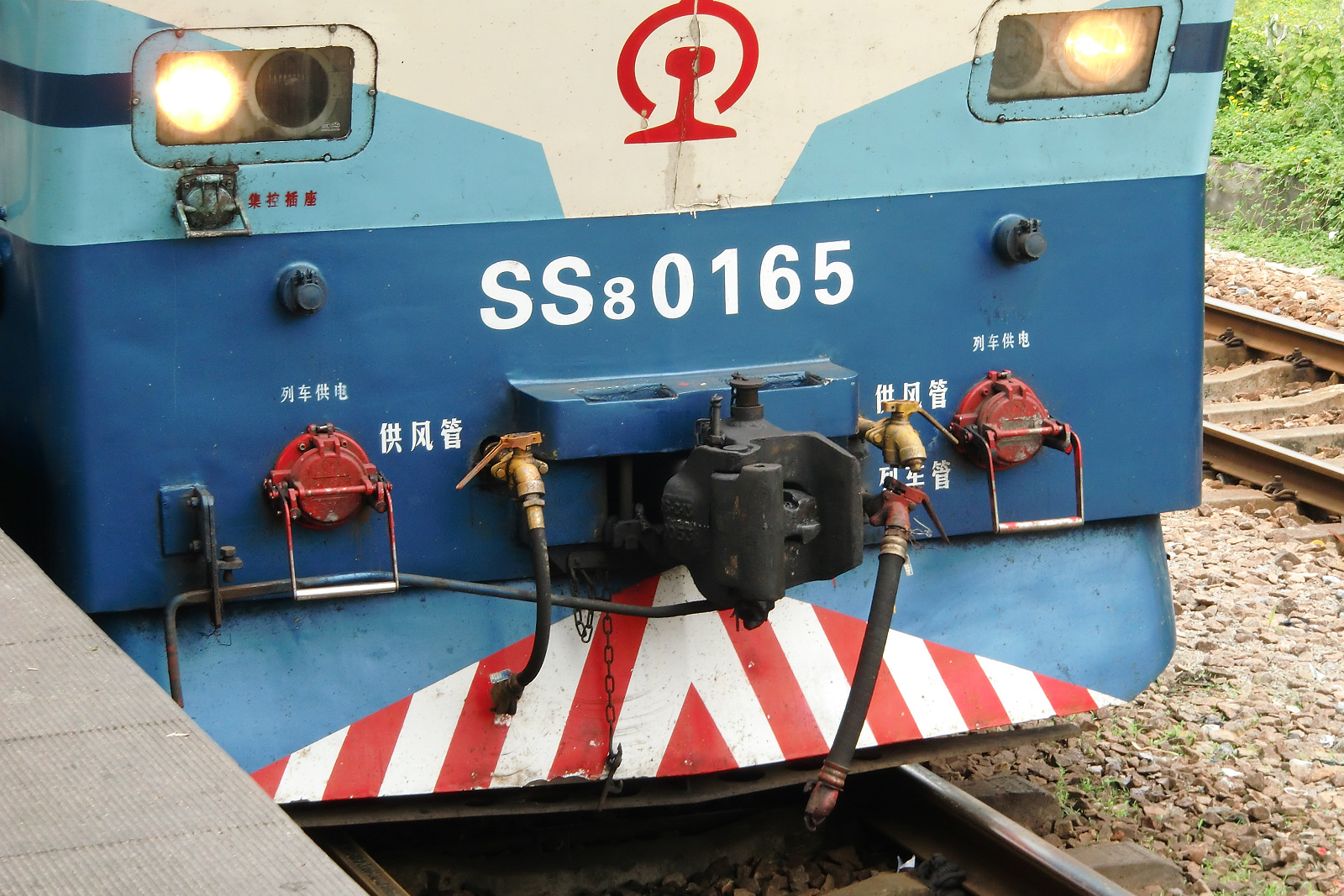
韶山8型电力机车前部的列车供电插座；中国铁路曾于1998年在该型电力机车上首次试验机车直供电

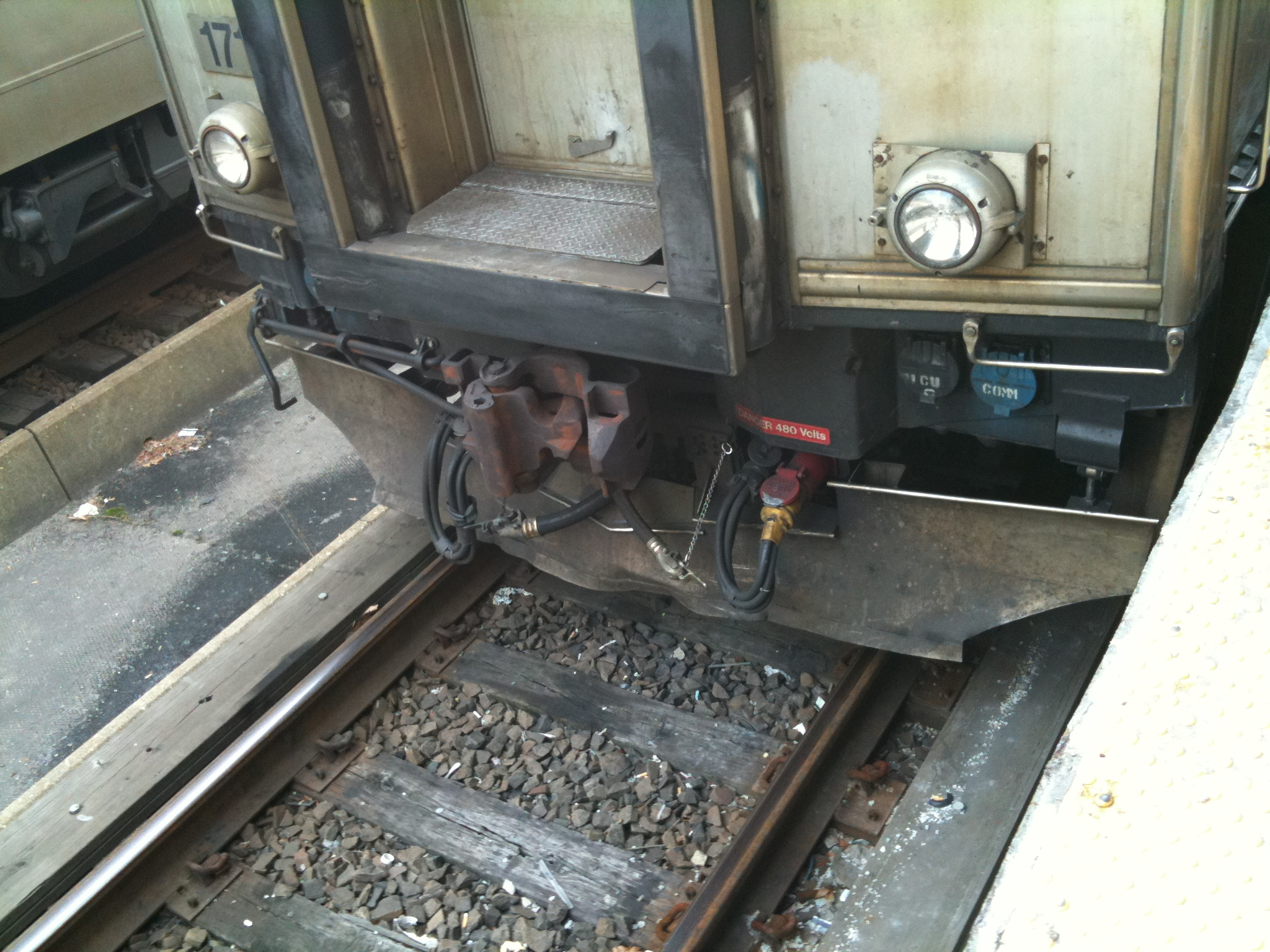
配属马萨诸塞湾交通局的铁路客车一端的跨接电缆

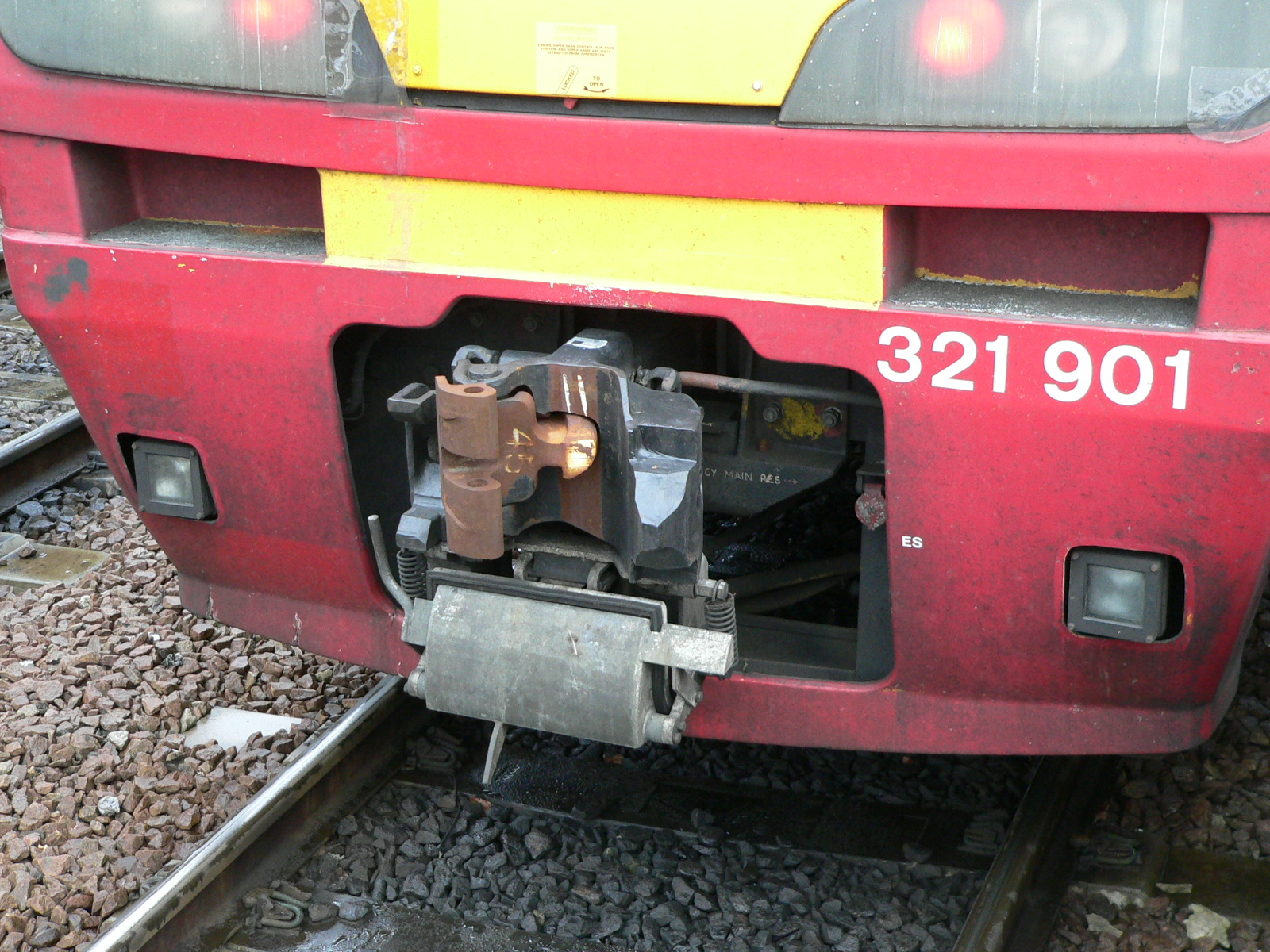
英铁321型电力动车组的詹尼车钩，下方为列车供电系统和控制管线的连接装置

列车供电系统（英語：Electric train supply，简写为ETS；也称Head-end power，简称HEP）是旅客列车上的集中供电系统，按供电装置的位置可分为机车直供电和发电车集中供电，输出的电能用于列车上的照明、空气调节及其他电气设备，但目前仍然存在客车自带柴油发电机供电的现象。向列车供电的最早尝试于1881年10月由伦敦、布莱顿及南岸铁路在伦敦至布莱顿的旅客列车上实施，但当时只是用于客车照明，后来又衍生出对列车空气调节系统的供电。

## 历史
列车供电的手段最初因照明需要而产生，此前依靠油灯的照明手段自1842年开始在列车上应用。其后的经济发展使得兰开郡和约克郡铁路在1870年开始用煤气灯代替油灯为列车照明，但一次列车上的气缸爆炸使兰开郡和约克郡铁路公司停止了这一试验。同年，油气灯开始用于列车照明，而用电灯为列车照明的手段自1881年10月起实行，当时的照明系统使用十二个斯旺式碳丝白炽灯与由32个铅酸蓄电池所组成的可充电池组相连，可连续照明6小时。
1881年，北不列颠铁路在一台蒸汽机车上使用一台直流发电机为客车提供照明用的电能，此举成为机车供电的最早实践，衍生出列车集中供电的概念（后来称head-end power）。但由于消耗的煤、水过多，这一系统被淘汰。1883年，伦敦、布莱顿及南岸铁路的三列旅客列车开始通过车轴驱动直流发电机的方式供电，为守车内向灯泡供电的的铅酸电池充电，此举成功实现了列车上的电灯照明。
1887年，美国的佛罗里达特快号和芝加哥号列车通过在行李车上安装蒸汽发电机的方式为列车所有车厢的电灯提供电能，从而开创了发电车集中供电的手段。
当时油气灯的亮度因大于电灯亮度而更为盛行，但1913年9月米德兰铁路的两班列车在艾斯吉尔发生伤亡惨重的相撞事故，铁路系统随即开始逐步用电灯替代油气灯为列车照明。

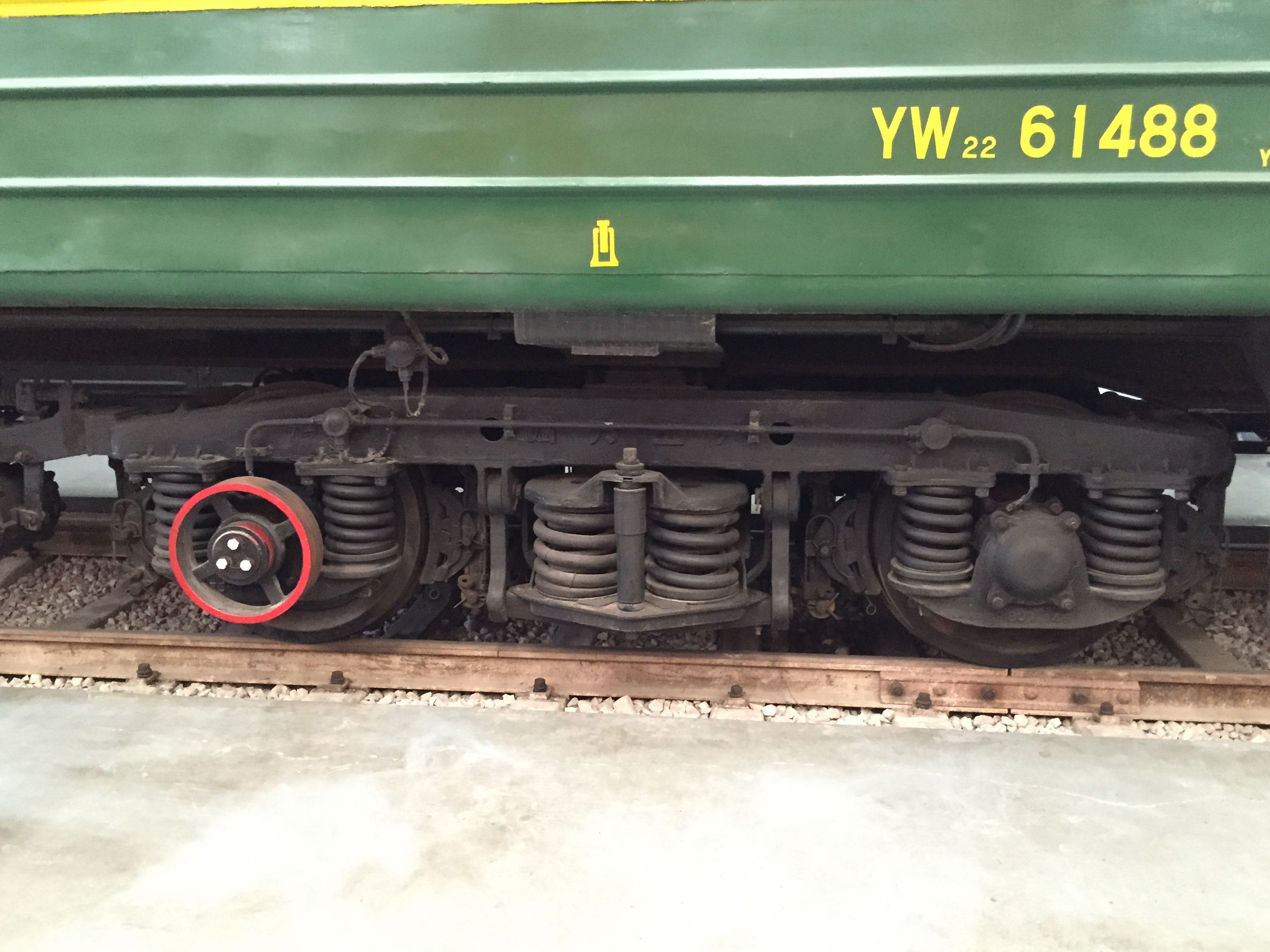
中国铁路22型客车轉向架上的小型发电机

在蒸汽时代后期和内燃时代的初期，旅客列车通过机车提供的低压饱和蒸汽供暖，用于照明和通风的电能则由通过车轴发电机或车底柴油发电机充电的电池提供。自20世纪30年代起，铁路客车上开始配备空氣調節系统，空调由车轴上的机械动力输出装置，小型独立发动机或吸附式制冷装置驱动。
照明、取暖及独立空调的配备增大了维修人员的工作量，后来的列车供电技术使得这些功能以及水炉之类的其他设备依靠同一供电装置运作。20世纪后期，由于发电车轴重不能完全满足列车提速的轴重要求，再加上电力机车的进一步发展，电力机车集中供电、分散变流的供电方式应运而生。

### 列车采暖与列车供电
早期由蒸汽机车牵引的旅客列车通过机车提供的蒸汽供暖。柴油機車和電力機車取代蒸汽机车后，列车供暖由锅炉进行，但可靠性较差。同时，餐车利用罐装燃气烹煮食物、加热开水。
后来的柴油机车和电力机车配备采暖供电装置（ETH，是Electric Train Heating的简写），该装置向车内的加热器提供电能，加热器最初安装在锅炉旁，后来的客车弃用锅炉后，采暖供电装置发展成列车供电装置，用于列车的采暖、照明、通风、空调、插座及厨房设备。

## 发电途径
列车供电系统中的发电机可由机车或发电车内的独立发电机组或是机车的原动机驱动。

### 独立发电机组

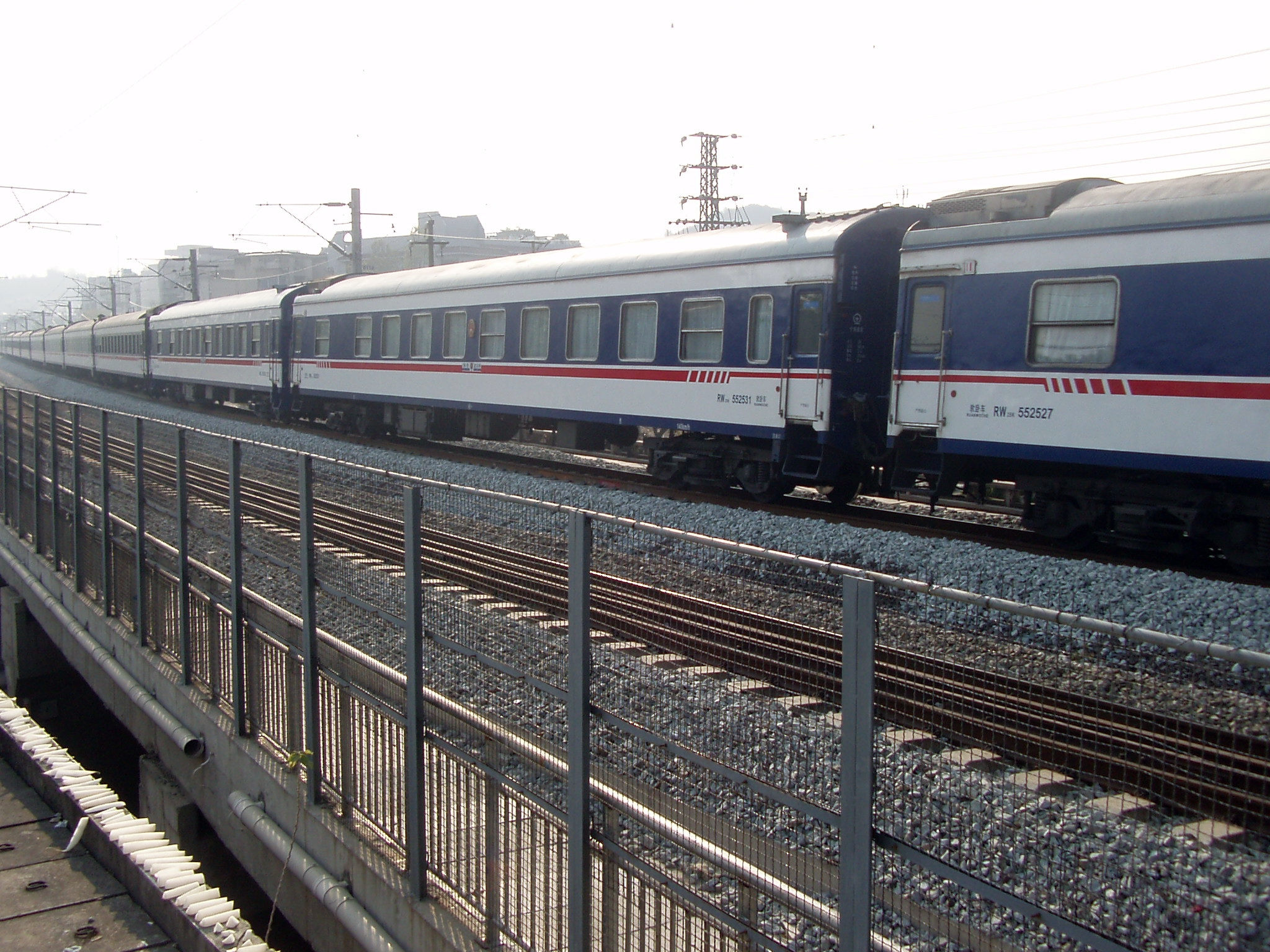
中国铁路T6次列车曾使用自带发电机的25K型客车担当中越国际联运

用于列车供电的发电机组通常由独立于机车原动机之外的柴油发动机驱动，可装在内燃机车后部的一个区域或是单独的发电车厢内。自带列供发电机的机车在加油时，燃油会同时供给至原动机与发电机，而空调发电车需单独补充燃料。
此外，一些客车在车底装有小型发电机组，如中国铁路的RW25B型软卧车及25K型国际联运客车。

### 机车原动机
机车的发动机有时也会同时提供动力和列车所用电能。在内燃机车上，发电机若由原动机直接驱动，则需按恒定速度运行，以保证50或60赫兹的交流电頻率。后期的机车开始使用牵引电机驱动的静式变流器，使原动机的转速范围更大。
由原动机驱动发电机的机车在为列车供电时会减小牵引力，如標定功率分别为3,200 hp（2.4 MW）和4,000 hp（3.0 MW）的通用电气P32和P40型机车在为列车供电时分别需将功率降至2,900、3,650 hp（2.16、2.72 MW）。
电力机车在向列车供电时，主变压器的供电绕组将受电弓接受的25千伏单相高压交流电降压，降压后的交流电经真空接触器与快速熔断器到单相整流桥，再通过滤波电抗器和滤波电容器输出600伏的直流电压。输出到客车车厢的600V直流电通过各车厢底部的逆变器逆变为380伏、220伏、110伏交流电，向空调、电开水炉、照明、控制等负载供电，并向蓄电池充电。
在中国铁路客票上，自供电空调列车被标示为“空调”（硬座/硬卧/软卧，但主要是带独立发电机组的RW25B），发电车或机车集中供电的空调列车则标示为“新空调”。

## 用电量
列车供电系统提供的电能主要用于照明、暖通空调、餐车厨房及蓄电池充电等用途。一辆客车的用电量低至20 kW（一般客车），高至150 kW以上（带厨房和餐室的观光车），如在阿拉斯加运行的超级穹顶号客车。

## 电压

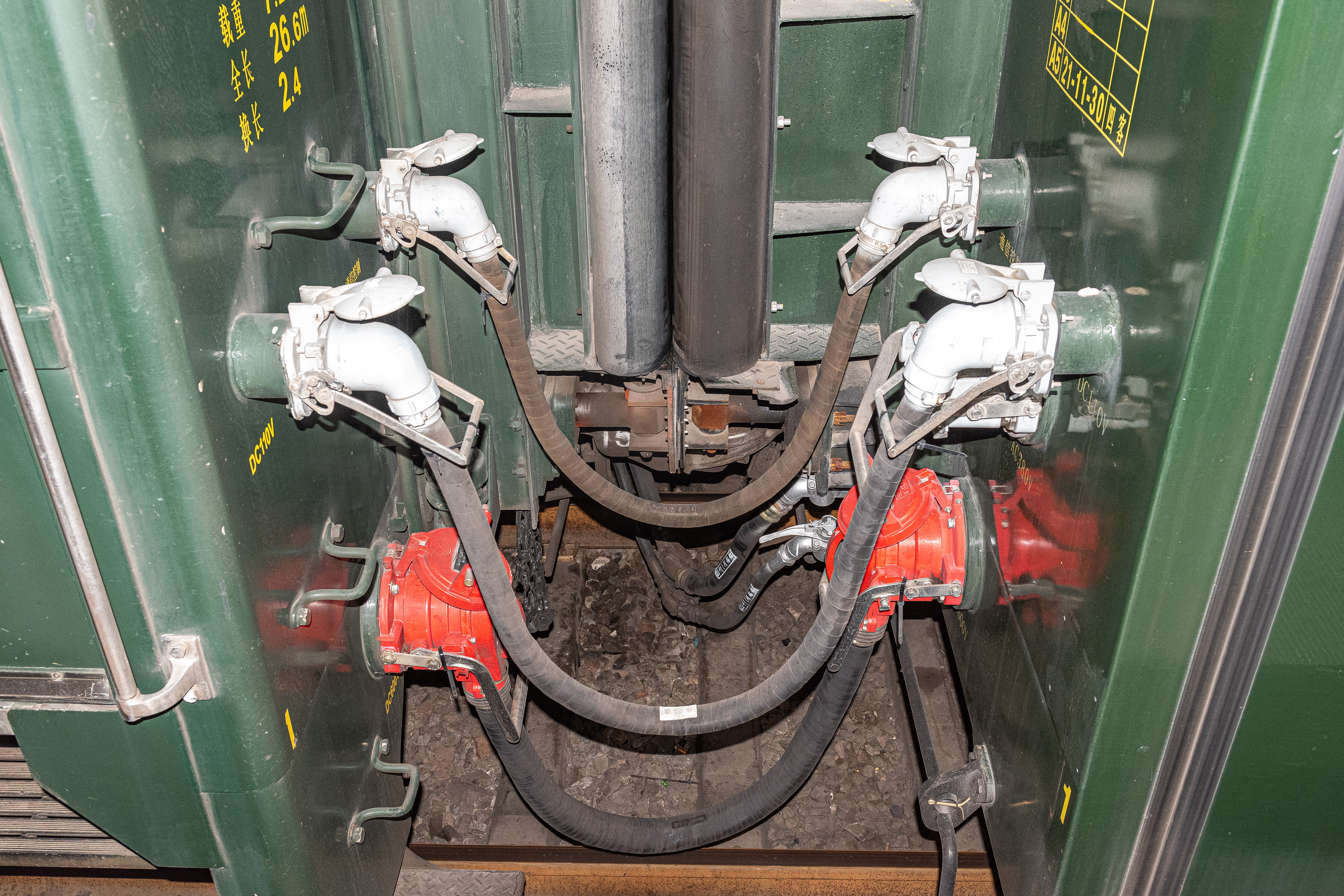
集中供电客车相互连接时，两端的供电插座也通过跨接电缆连接；图片右侧为K179/180次列车编挂的RW19K型客车，设有AC380V和DC600V两个供电插座；由于该列车其余车体均为DC600V制式的25G型，故AC380V插座无任何线缆连接

列车供电的电压在不同国家和地区也不尽相同。

### 中国大陆
中国铁路客车的供电制式分380伏三相交流电和600伏直流电两种。采用交流供电制式的客车一般需加挂空调发电车，或是由供电制式为AC380V的机车（如DF4DF、小号DF11G以及配属沈阳铁路局的指定十輛SS9）牵引，而采用直流供电制式的客车一般不需要加挂空调发电车，而是由带DC600V供电系统的机车在牵引时将受电弓接受的高压电经降压、整流、滤波后变为600伏直流电，分两路向客车输出，并通过各车厢底部的逆变器逆变为AC380V、AC220V、AC110V交流电供客车使用。但在青藏铁路上运行的25T型高原客车因NJ2没有提供DC600V供电而需加挂大功率DC600V发电车。

### 香港
香港目前只有九廣通一款幹線鐵路客車，由前、後兩輛Re465型電力機車同步供應AC1500V單相電，並經客車上的逆变器逆变为AC380V三相電。

### 台灣
台灣鐵路管理局的空調客車，如莒光號、復興號，使用三相440V 60Hz電源提供車廂內冷氣、照明電源，使用E200、E400等具有馬達交流發電機（MA-Set）的電力機車牽引時，可直接供電。在非電氣化區間行駛時，需加掛電源車才可供電。
至於推拉式自強號客車，則是由前後兩輛E1000型電力機車同步供電，使用1500V直流供電，再由各客車車廂下的逆變器轉換為車廂內所需的三相440V 60Hz電源後，再供應空調、照明等電氣設備使用。由於推拉式自強號客車的供電規格與以往的空調客車不同，因此無法透過E200、E400型電力機車或電源行李車供電。
早期無空調的平快車與普通車，車下具有輪軸帶動的發電機及蓄電池，以供應車廂內電風扇與照明，但蓄電池老化供電不足時，停站過久車內電源會中斷。

### 北美
受列车运行区段长度及电力要求影响，北美洲铁路的列车供电制式为480伏（美加标准），575伏或600伏的三相交流电，每节车厢都设有变压器。

### 英国
英国的列车供电制式为800-1000V交直流双极（400或600A），交流1500V双极（800A）或三相415伏（用于城际列车125）。

### 俄罗斯
俄罗斯铁路客车的采暖系统供电制式为直流3千伏或交流3千伏，而较新的西方製客车采用与RIC车辆相近的供电制式。

### 欧洲大陆（RIC客车）
国际客车和行李车联盟规定的客车供电制式分16+2⁄3赫兹1000伏交流电，50赫兹1500伏交流电，1500伏直流电和3000伏直流电。第一种供电制式用于奥地利、德国、挪威、瑞典和瑞士等使用15千伏低频交流接触网的国家，第二种规格（AC1.5kV）用于使用25千伏工频交流接触网的国家，如丹麦、芬兰、匈牙利、英国，以及法国、意大利、俄罗斯的部分铁路，这两种情况下，用于列车的电能来自机车主变压器或柴油机车的交流发电机。在使用直流电为列车供电的国家（其中比利时、波兰、西班牙以及俄、意部分铁路使用3千伏制式，荷兰及法国部分铁路使用1.5千伏制式），受电弓接受的电力直接供给至车辆。
老式的欧洲客车用高压电或来自机车的蒸汽供暖（有的也挂有暖气车或在每节车厢内单独设锅炉），电灯、风扇及低电流用电器（如洗手间内的剃须刀插座）则通过车轴发电机供电。后来随着晶閘管与IGBT的产生，多数客车可将RIC规定下的高压电（直流1.0–3.0千伏或交流16+2⁄3/50赫兹）逆变为低压电，逆变后的电压一般可分为：
- 直流12 V—48 V，用于列车上的电子设备（在供电系统故障时通过化学电池输出）
- 直流24 V—110 V，用于照明灯的鎮流器和通气扇（在供电系统故障时通过化学电池输出）
- 单相交流230 V，用于客用插座、电冰箱等（有时也可通过电池供给）
- 三相交流400 V，用于空调压缩机、采暖及通气扇（空调不通过化学电池供电）

RIC规格的列车供暖系统则有六个可随电压变化的电阻，而乘客只能操纵自動調溫器。

## 其他供电方式

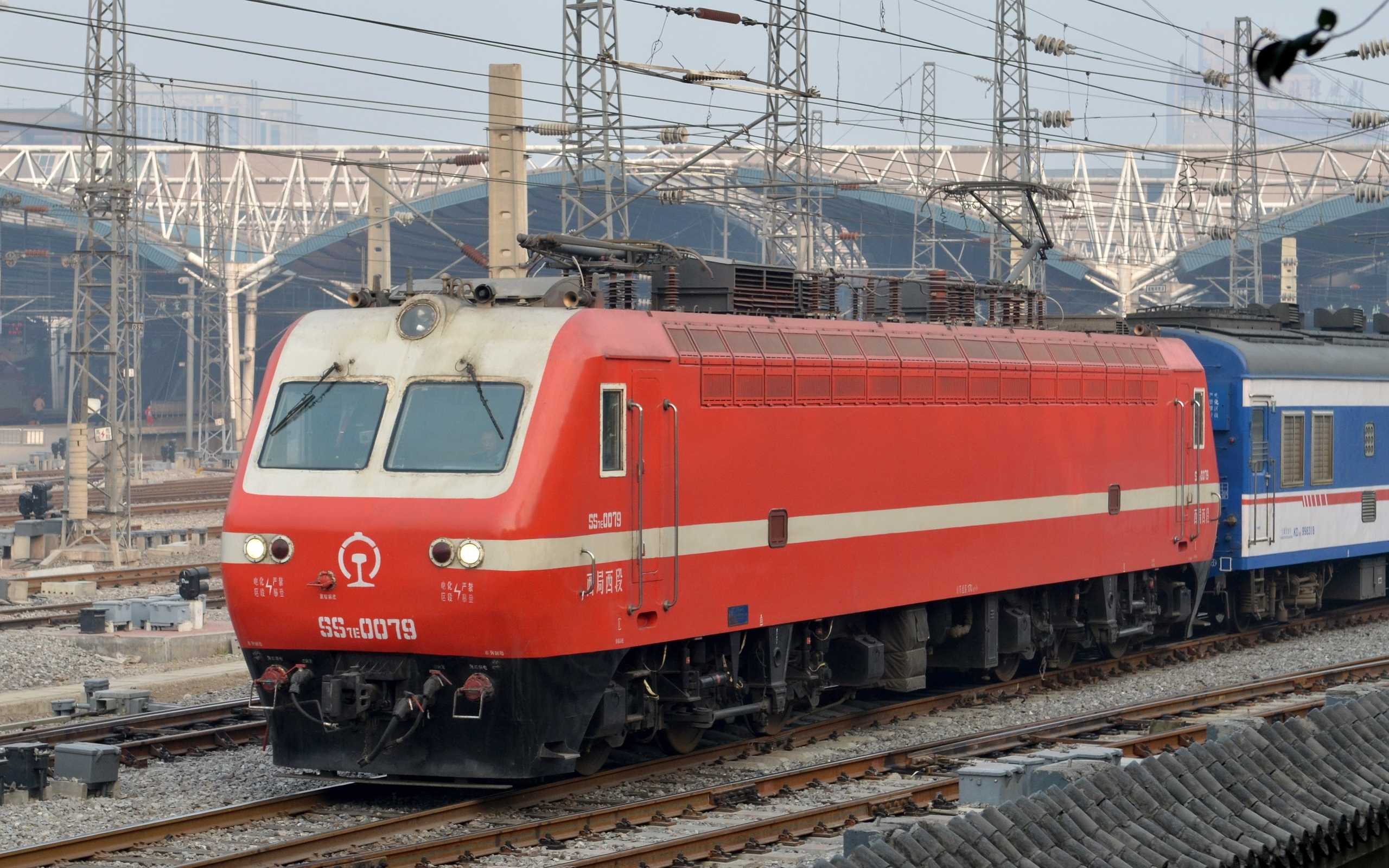
T41次列车曾由带有列车供电装置的韶山7E型电力机车牵引，但因25K车底不支持DC600V供电而加挂空调发电车

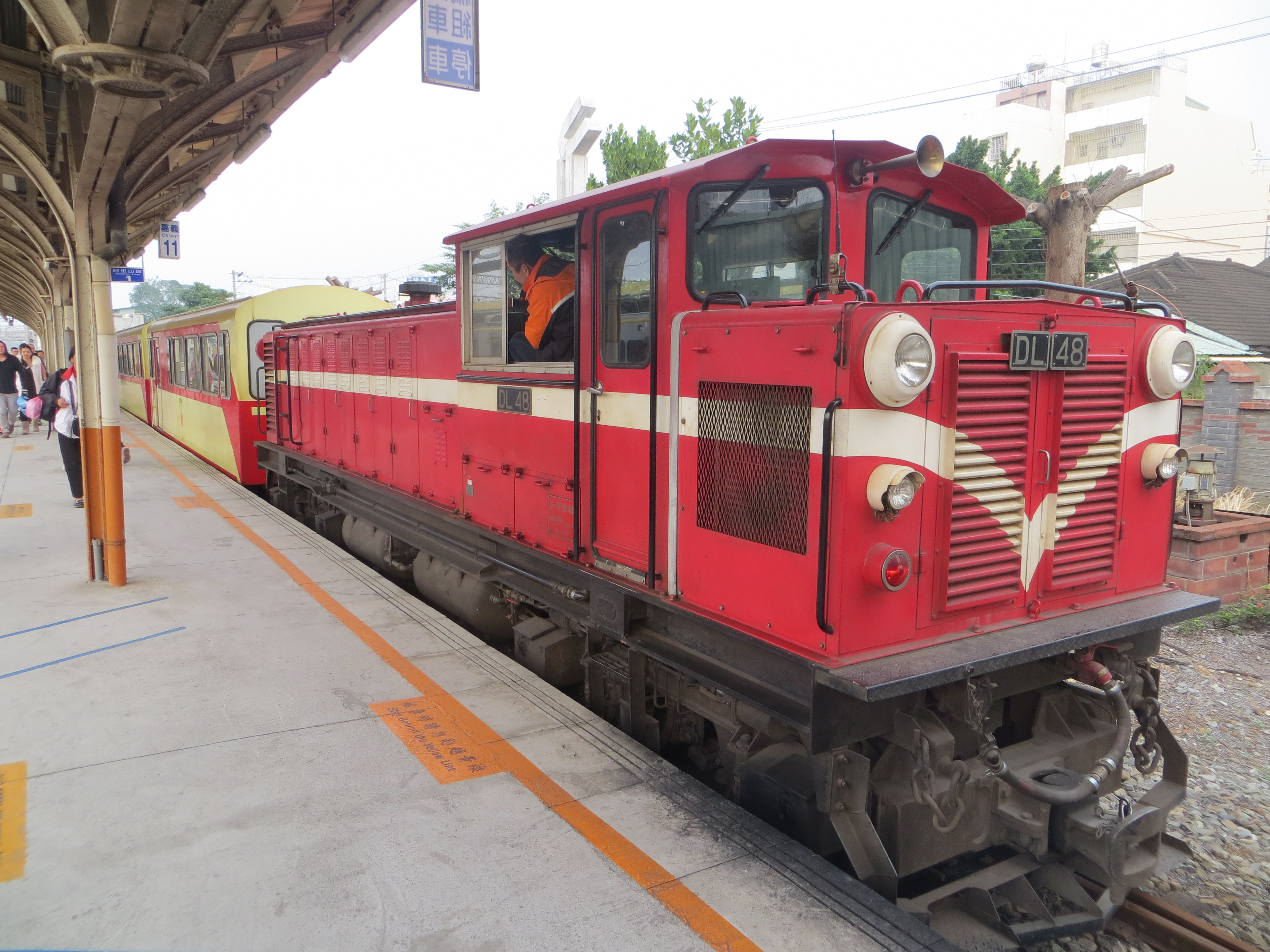
2007出廠上線的阿里山DL48機車，仍延續了自DL39起為全列車供電的機能。車身上最短的一端即列車供電設備。

在欧洲大陆，部分餐车带有受电弓，可直接从接触网取电，如德国的WRmz 135型（1969年）、WRbumz 139型（1975年）和ARmz 211（1971年）。芬兰铁路餐车带有柴油发电机组，且在机车供电的情况下仍然运作。
一些空调旅客列车会由不带机供装置或是供电制式不符的机车牵引，这些列车会加挂发电车，例如中国铁路的T1/2次列车（目前已改用25T型客車，與機車供電格式相符），以往其本务机车为具备直流600伏供电装置的HXD3D型，但车底为交流380伏供电制式的25K型。新西兰铁路在观光列车上加挂AG型行李发电车。
台灣方面，與台鐵主流相反的是，1982年阿里山鐵路為了因應空調客車上線，配合引進的柴油機車因而有了為列車空調供電的機能，逐漸成了該路線柴油機車的標準配備；而後於2003年更出現了可載客的電源客車供DL38為止的機關車牽引空調客車，乃全台鐵路運輸體系甚至全世界米軌以下窄軌的異數。